# Tepatlaxco
Tepatlaxco là một đô thị thuộc bang Veracruz, México. Năm 2005, dân số của đô thị này là 7618 người.